# Friedrich Gustav Winkelmann
Friedrich Gustav Winkelmann (* 18. November 1795 in Minden; † 7. März 1851 in Bremen) war ein deutscher Kaufmann und Bremer Politiker.

## Biografie
Winkelmann wurde 1825 Bremer Bürger. Er gründete mit Gerhard von Tungeln die Firma Winkelmann & von Tungeln, die mit Kaffee, vornehmlich aus Haiti, aber auch mit Baumwolle, Tabak, Zucker und Häuten handelte. Dazu wurde auch die Partenreederei Winkelmann gegründet. Er war auch mehrere Jahre der Bevollmächtigte des Vereins von Privat-Assecuradeurs (selbständige Versicherungsagenten).
1833 wurde er in den Bremer Bürgerconvent, also der späteren Bremischen Bürgerschaft, gewählt. Von 1848 bis 1849 war er in Frankfurt am Main Mitarbeiter des Reichsministers für Handel und Marine und späteren Bremer Bürgermeisters Arnold Duckwitz. Nach dem Scheitern der Frankfurter Nationalversammlung kehrte er 1849 nach Bremen zurück. Seit 1848 gehörte er dem Plenum der neue entstandenen Handelskammer Bremen an. 1850 war er Mitglied in dem Erfurter Unionsparlament, einer Versammlung von Parlamentariern, die nach dem Scheitern der Frankfurter Nationalversammlung erfolglos eine Verfassung für ein kleindeutsches Reich unter preußischer Führung erreichen wollte.